# Rio do Braço
Le rio do Braço est une rivière brésilienne de l'État de Santa Catarina. Elle porte le nom de rio Alto Braço dans la partie supérieure de son cours.
Après avoir traversé la municipalité de Nova Trento, il se jette dans le rio Tijucas au niveau de la ville de São João Batista.